# Oleksandr Syrota
Oleksandr Mychajlowytsch Syrota (ukrainisch Олександр Михайлович Сирота; * 11. Juni 2000 in Kiew) ist ein ukrainischer Fußballspieler.

## Karriere

### Verein
Nach seiner Jugend bei Dynamo Kiew wechselte er zur Saison 2019/20 von deren U19 in die Zweite Mannschaft. In der Folgesaison rückte er dann schließlich auch zur ersten Mannschaft auf. Zuvor war sein erster Einsatz für das Team bereits am 4. Juli 2020 ein 2:3-Niederlage innerhalb der Meisterrunde gegen Schachtar Donezk. Nach einem weiteren Ligaeinsatz und der Teilnahme am Superpokal, welchen er mit der Mannschaft gewann, startete er die Saison 2020/21 hier so mit einigen Einsätzen über die volle Spielzeit. Nachdem er dann hier bereits auch ein paar Einsätze in der Europa League sammelte, kam er durch die Meisterschaft am Ende der Spielzeit in der Saison 2021/22 dann auch in der Champions League zum Zug.

### Nationalmannschaft
Nachdem er bei der ukrainischen U17 mit zum Kader bei der Europameisterschaft 2017 war, hier jedoch ohne Einsatz verblieb. Ist er seit Oktober 2022 für die ukrainische U21-Nationalmannschaft aktiv und bestritt nach ein paar Qualifikationsspielen dann bei der Europameisterschaft 2023 das letzte Gruppenspiel gegen Spanien, welches mit 2:2 endete und er hier auch die Kapitänsbinde trug. Am Ende erreichte seine Mannschaft das Halbfinale, wo man am Ende mit 1:5 Spanien unterlag.
Sein Debüt in der A-Nationalmannschaft hatte er dann bereits am 8. September 2021 bei einem 1:1 Freundschaftsspiel gegen Tschechien, wo er auch in der Startelf stand. Danach folgte noch einmal ein Einsatz am 8. Juni 2022 bei einem 1:0-Sieg über Irland in der Nations League 2022/23, wo er erneut ein Teil der Startelf war.